# Пам'ятки монументального мистецтва Полтавського району
У Полтавському районі Полтавської області нараховується 8 пам'яток монументального мистецтва.
| # | назва                                                          | адреса        |
| - | -------------------------------------------------------------- | ------------- |
| 1 | Пам'ятник-бюст А. С. Макаренку                                 | с. Ковалівка  |
| 2 | Пам'ятник-бюст Т. Г. Шевченку                                  | с. Микільське |
| 3 | Пам'ятники В. І. Мічуріну                                      | с. Мачухи     |
| 4 | Пам'ятник-бюст земляку Герою Радянського Союзу І. В. Білоуську | с. Абазівка   |
| 5 | Пам'ятник-бюст І. П. Котляревському                            | с. Тахтаулове |
| 6 | Пам'ятник Т. Г. Шевченку                                       | с. Щербані    |